# Juramaia
Juramaia es un género extinto de mamíferos euterios muy basales, encontrados en depósitos de finales del Jurásico medio (del Calloviense al Bathoniense) al oeste de Liaoning, China.
Juramaia se conoce por el holotipo BMNH PM1343, un esqueleto articulado y casi completo que incluye un cráneo incompleto con la dentadura completa (fórmula dentaria I 5/4 – C 1/1 – P 5/5 – M 3/3). Se encontró en el yacimiento Daxigou, Jianchang, de la Formación Tiaojishan, que data de hace 160 millones de años. La especie tipo es Juramaia sinensis.
Este animal pesaba solo unos 15 gramos, probablemente era insectívoro y de acuerdo a la parte recuperada de su esqueleto, probablemente trepaba por los árboles introduciendo su aguzado hocico en las hendiduras en busca de alimento.
El descubrimiento de Juramaia aporta un nuevo hito en la evolución de los mamíferos placentados retrasando su aparición unos 35 millones de años. Además, ayudará a calibrar el reloj biológico basado en el ADN.

## Taxonomía
El análisis cladístico resulta así:
|  | Sinodelphys szalayi |
|  |                     |
|  | Otros metaterios    |
|  |                     |

|  | Juramaia sinensis |
|  | |
|  | Montanalestes keeblerorum                                                                                             |
|  | |
|  | \| \| Murtoilestes abramovi \| \| \| \| \| \| Eomaia scansoria \| \| \| \| \| \| Prokennalestes trofimovi \| \| \| \| |
|  | |
|  | Placentalia |
|  | |
|  | Murtoilestes abramovi                                                                                                 |
|  | |
|  | Eomaia scansoria |
|  | |
|  | Prokennalestes trofimovi                                                                                              |
|  | |

|  | Murtoilestes abramovi    |
|  |                          |
|  | Eomaia scansoria         |
|  |                          |
|  | Prokennalestes trofimovi |
|  |                          |

|  | Sinodelphys szalayi |
|  |                     |
|  | Otros metaterios    |
|  |                     |

|  | Juramaia sinensis |
|  | |
|  | Montanalestes keeblerorum                                                                                             |
|  | |
|  | \| \| Murtoilestes abramovi \| \| \| \| \| \| Eomaia scansoria \| \| \| \| \| \| Prokennalestes trofimovi \| \| \| \| |
|  | |
|  | Placentalia |
|  | |
|  | Murtoilestes abramovi                                                                                                 |
|  | |
|  | Eomaia scansoria |
|  | |
|  | Prokennalestes trofimovi                                                                                              |
|  | |

|  | Murtoilestes abramovi    |
|  |                          |
|  | Eomaia scansoria         |
|  |                          |
|  | Prokennalestes trofimovi |
|  |                          |